# Verde Visconti

Stemma Visconti

Verde Visconti (Milano, 1352 – Stična, 1º marzo 1414) è stata una nobile milanese.

## Biografia
Conosciuta anche col nome di Viridis, era figlia di Bernabò Visconti, signore di Milano, e di sua moglie, Beatrice della Scala.
Prese il suo nome dalla zia materna.
A seguito del matrimonio di sua sorella Taddea, Verde e le sue sorelle riuscirono ad assicurarsi dei matrimoni politicamente vantaggiosi.
Il padre di Verde, Bernabò, è stato descritto come un despota crudele e spietato. Era anche un implacabile nemico della Chiesa. Conquistò la città papale di Bologna, respinse il papa e la sua autorità, confiscò i beni ecclesiastici e proibì ai suoi sudditi di avere rapporti con la Curia. Fu scomunicato come eretico nel 1363 da papa Urbano V, che predicò la crociata contro di lui. Quando Bernabò era in una delle sue frequenti crisi di rabbia, solo la madre, Beatrice, era in grado di avvicinarsi a lui.

## Matrimonio
Sposò, il 23 febbraio 1365 a Milano, Leopoldo III d'Asburgo, figlio di Alberto II lo Sciancato duca d'Austria. Il matrimonio sanciva l'alleanza chiesta dagli Asburgo ai Visconti perché dessero il loro appoggio contro i Carraresi per il controllo di Feltre e Belluno. Gli accordi matrimoniali furono presi nel luglio del 1364, per conto di Bernabò, da Modenese degli Stefanini: la dote della sposa ammontava a centomila fiorini. Il Matrimonio fu celebrato nel Palazzo di Bernabò presso San Giovanni in Conca.
Per Verde, Giovanni di Benedetto da Como realizzò un Tacuinum sanitatis, commissionato da Bernabò e Beatrice per la figlia.
Dopo il matrimonio gli sposi partirono per Vienna.
La coppia ebbe sei figli:
- Guglielmo I d'Asburgo, duca di Stiria, Carinzia e Tirolo (Vienna, 1370-Vienna, 15 luglio 1406), sposò Giovanna II di Napoli;
- Leopoldo IV d'Asburgo (Vienna, 1371-Vienna, 3 giugno 1411), sposò Caterina di Borgogna;
- Ernesto I d'Asburgo (Bruck an der Mur, 1377-Bruck an der Mur, 10 giugno 1424), sposò in prime nozze Margherita di Pomerania e in seconde Cimburga di Masovia;
- Federico IV d'Asburgo (1382-Innsbruck, 24 giugno 1439), sposò in prime nozze Elisabeth del Palatinato, in seconde nozze Anna di Braunschweig-Göttingen;
- Elisabetta (1378-1392);
- Caterina (1385-?), badessa nel convento di Santa Chiara a Vienna.

Altre fonti riportano anche un settimo figlio:
- Margherita[7].

Nel 1379 Leopoldo ottenne il titolo di duca di Stiria.
Rimase vedova nel 1386: Leopoldo morì nella battaglia di Sempach.

## Morte
Verde morì il 1 marzo 1414 e fu sepolta a Stična, in Slovenia (le fonti slovene forniscono la data 31 maggio 1407).

## Ascendenza
|                        |                     |                       | Genitori                 |  |  | Nonni |  |  | Bisnonni          |  |  | Trisnonni         |  |
|                        |                     |                       |                          |  |  |       |  |  | Matteo I Visconti |  |  | Teobaldo Visconti |  |
|                        |                     |                       |                          |  |  |       |  |  | Matteo I Visconti |  |  | Teobaldo Visconti |  |
|                        |                     | Anastasia Pirovano    |                          |  |  |       |  |  | Matteo I Visconti |  |  |                   |  |
| Stefano Visconti       |                     |                       |                          |  |  |       |  |  | Matteo I Visconti |  |  |                   |  |
|                        |                     | Bonacossa Borri       | Squarcino Borri          |  |  |       |  |  |                   |  |  |                   |  |
|                        |                     | Bonacossa Borri       | Squarcino Borri          |  |  |       |  |  |                   |  |  |                   |  |
|                        |                     | Bonacossa Borri       | Antonia                  |  |  |       |  |  |                   |  |  |                   |  |
| Bernabò Visconti       |                     | Bonacossa Borri       |                          |  |  |       |  |  |                   |  |  |                   |  |
|                        |                     | Bernabò Doria         | …                        |  |  |       |  |  |                   |  |  |                   |  |
|                        |                     | Bernabò Doria         | …                        |  |  |       |  |  |                   |  |  |                   |  |
|                        |                     | Bernabò Doria         | …                        |  |  |       |  |  |                   |  |  |                   |  |
| Valentina Doria        |                     | Bernabò Doria         |                          |  |  |       |  |  |                   |  |  |                   |  |
|                        |                     | Eliana Fieschi        | …                        |  |  |       |  |  |                   |  |  |                   |  |
|                        |                     | Eliana Fieschi        | …                        |  |  |       |  |  |                   |  |  |                   |  |
|                        |                     | Eliana Fieschi        | …                        |  |  |       |  |  |                   |  |  |                   |  |
| Verde Visconti         |                     | Eliana Fieschi        |                          |  |  |       |  |  |                   |  |  |                   |  |
|                        | Alboino della Scala | Alberto I della Scala |                          |  |  |       |  |  |                   |  |  |                   |  |
|                        | Alboino della Scala | Alberto I della Scala |                          |  |  |       |  |  |                   |  |  |                   |  |
|                        | Alboino della Scala | Verde di Salizzole    |                          |  |  |       |  |  |                   |  |  |                   |  |
| Mastino II della Scala | Alboino della Scala |                       |                          |  |  |       |  |  |                   |  |  |                   |  |
|                        |                     | Beatrice da Correggio | Giberto III da Correggio |  |  |       |  |  |                   |  |  |                   |  |
|                        |                     | Beatrice da Correggio | Giberto III da Correggio |  |  |       |  |  |                   |  |  |                   |  |
|                        |                     | Beatrice da Correggio | Elena Malaspina          |  |  |       |  |  |                   |  |  |                   |  |
| Beatrice della Scala   |                     | Beatrice da Correggio |                          |  |  |       |  |  |                   |  |  |                   |  |
|                        |                     | Giacomo I da Carrara  | Marsilio                 |  |  |       |  |  |                   |  |  |                   |  |
|                        |                     | Giacomo I da Carrara  | Marsilio                 |  |  |       |  |  |                   |  |  |                   |  |
|                        |                     | Giacomo I da Carrara  | …                        |  |  |       |  |  |                   |  |  |                   |  |
| Taddea da Carrara      |                     | Giacomo I da Carrara  |                          |  |  |       |  |  |                   |  |  |                   |  |
|                        |                     | Elisabetta Gradenigo  | Pietro Gradenigo         |  |  |       |  |  |                   |  |  |                   |  |
|                        |                     | Elisabetta Gradenigo  | Pietro Gradenigo         |  |  |       |  |  |                   |  |  |                   |  |
|                        |                     | Elisabetta Gradenigo  | Tommasina Morosini       |  |  |       |  |  |                   |  |  |                   |  |
|                        |                     | Elisabetta Gradenigo  |                          |  |  |       |  |  |                   |  |  |                   |  |